# Mateusz Radecki
Mateusz Radecki (ur. 2 kwietnia 1993 w Radomiu) – polski piłkarz grający na pozycji pomocnika w Stali Stalowa Wola.